# Tolocirio
Tolocirio település Spanyolországban, Segovia tartományban. Tolocirio Santiuste de San Juan Bautista, San Cristóbal de la Vega és Montejo de Arévalo községekkel határos. Lakosainak száma 36 fő (2024).

## Népesség
A település népessége az elmúlt években az alábbi módon változott:
| Lakosok száma | 59   | 58   | 54   | 53   | 55   | 56   | 53   | 47   | 42   | 36   |
|               | 2001 | 2004 | 2007 | 2009 | 2012 | 2014 | 2017 | 2019 | 2022 | 2024 |